# استیو بارتک
استیو بارتک (به انگلیسی: Steve Bartek؛ زادهٔ ۳۰ ژانویهٔ ۱۹۵۲ در گارفیلد هایتس، اوهایو) یک گیتارنواز، آهنگساز فیلم، رهبر ارکستر، تنظیم‌کنندهٔ موسیقی آمریکایی می‌باشد. وی بیشتر به‌عنوان گیتارنواز اصلی گروه اوینگو بوینگو و همچنین برای همکاری در تنظیم موسیقی با آهنگساز دنی الفمن شناخته می‌شود. 